# Chiaia
Chiaia is een historische centrumwijk van de Italiaanse stad Napels. De in het centrum aan de Golf van Napels gelegen wijk heeft ongeveer 38.000 inwoners. De wijk maakt samen met de eveneens aan het water gelegen rijke wijken Posillipo ten westen en San Ferdinando ten oosten van Chiaia het stadsdeel Municipalità 1 uit. Chiaia grenst aan de wijken Fuorigrotta, Vomero, Montecalvario, San Ferdinando en Posillipo.
Doorheen heel de wijk loopt de strandpromenade, de Via Francesco Caracciolo van west naar oost. Centraal in de wijk is het grote stadspark van de stad, de Villa comunale. In de wijk onder meer het Castel dell'Ovo, het Palazzo Ravaschieri di Satriano, de kerken Sant'Orsola a Chiaia en Santa Caterina a Chiaia, het Teatro Sannazaro en de Villa Pignatelli.
In het winkelstraten van Chiaia staat het Palazzo Mannajuolo, een bouwwerk in art-nouveaustijl. Nog in Chiaia staat het Institut français Napoli, een 19e-eeuws paleis in neorenaissancestijl en het Palazzo Cottrau Ricciardi, een 20e-eeuws paleis.